# Kaple svatého Jana Nepomuckého (Lubomia)
Kaple svatého Jana Nepomuckého (polsky: Kaplica św. Jana Nepomucena) je historická dřevěná kaple v Lubomi v gmině Lubomia, v okrese Wodisławském ve Slezském vojvodství v Polsku. Kaple je zapsána ve vojvodském seznamu památek pod registračním číslem 557/57 ze dne 30. listopadu 1957 a 739/66 z 5. srpna 1966 a je součástí Stezky dřevěné architektury ve Slezském vojvodství.

## Historie
Kaple byla postavena kolem roku 1700 a byla zasvěcena svatému Janu Nepomuckému. Náleží pod římskokatolickou církev farnosti svaté Maří Magdalény v Lubomi arcidiecéze katovické. Kaple byla opravována v roce 1976.

## Popis
Kaple je dřevěná roubená stavba na osmibokém půdorysu. Vnější stěny jsou bedněné svisle uloženými deskami. Šindelová jehlanová střecha je ukončena osmibokou věžičkou s lucernou a barokní cibulovou střechou.
V interiéru je osmiboký klenutý strop, děštěné stěny a polychromovaná socha Jana Nepomuckého z 19. století. Vchod má profilované zárubně s obloukovým zakončením a dvojkřídlými dveřmi.